# Alyona alyona
alyona alyona (nume real: Альо́на Оле́гівна Савране́нко / Aliona Olehivna Savranenko; n. 14 iunie 1991, Kapitanivka, Raionul Novomîrhorod, RSS Ucraineană, URSS) este o rapperiță și cantautoare ucraineană. Interpretează în limba ucraineană. În 2019 și-a lansat albumul de debut „Pușka” (ucr. «Пушка» – „Pușca”) și mini-albumul „V hati MA” (ucr. «В хаті МА» – „În casa MA”).
Este numită de presa ucraineană „noua vedetă rap a Ucrainei” și „senzația rap-ului ucrainean”. The New York Times a comparat-o cu Azealia Banks într-un articol intitulat „15 European Pop Acts Who Matter Right Now” (din eng. „15 proiecte pop europene care contează în acest moment”).

## Primii ani
S-a născut în satul Kapitanivka din raionul Novomîrhorod, regiunea Kirovohrad. Are două diplome de studii superioare, una din care este de la Universitatea Pedagogică de Stat „Hrîhori Skovoroda” din Pereiaslav-Hmelnițki. Înainte de a se ocupa de rap, a lucrat ca educatoare la grădinița „Teremok” din orășelul Barîșivka, regiunea Kiev. A condus apoi grădinița din satul învecinat Dernivka. La aceste grădinițe a lucrat timp de 4 ani. Odată cu creșterea popularității sale în industria muzicală, a părăsit cariera de educatoare.

## Activitate artistică

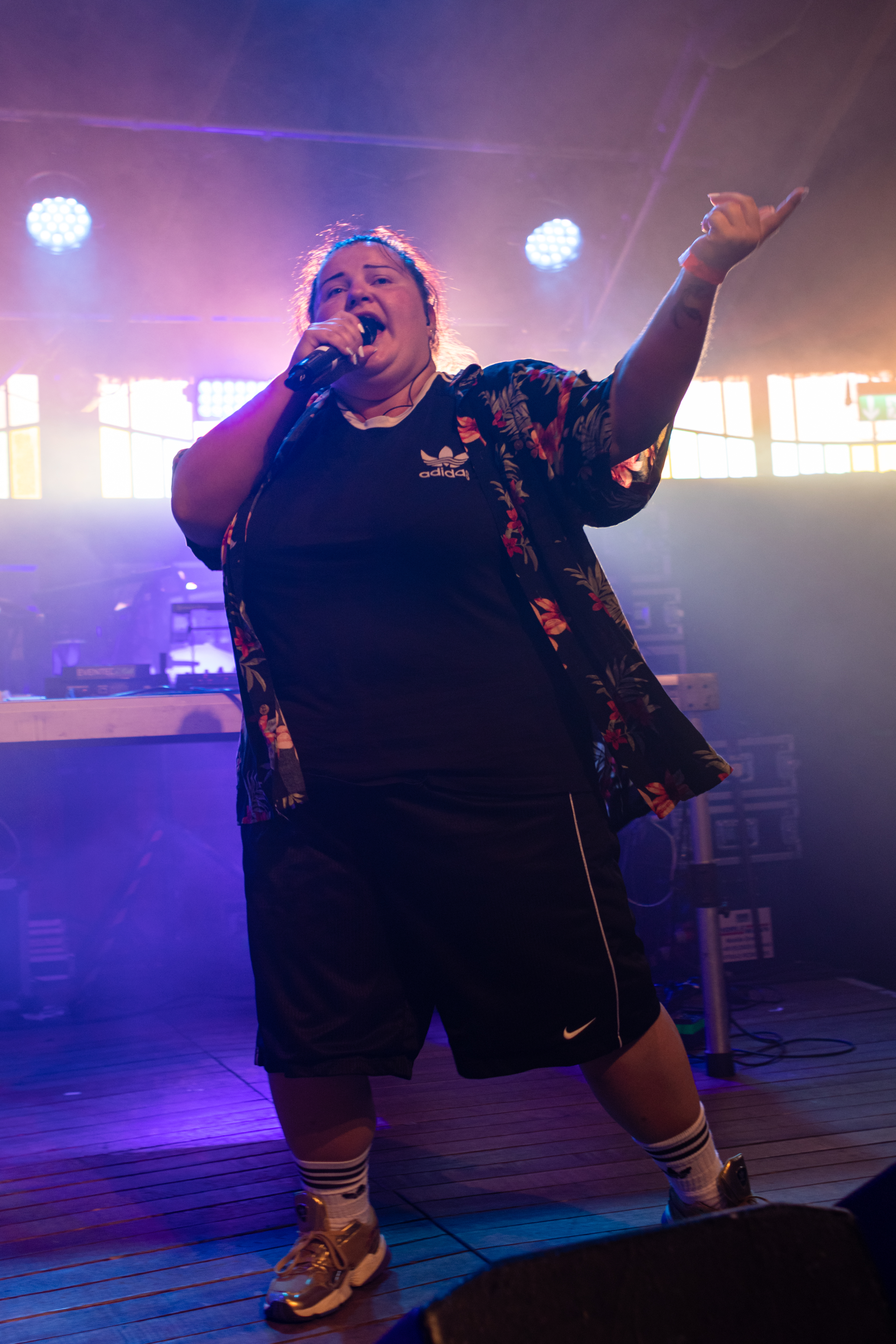
alyona alyona la Haldern Pop Festival 2019, Germania

A început să scrie rap la mijlocul anilor 2000. A avut mai multe încercări de a ajunge la publicul larg. Inițial, numele de scenă al său era Aliona Al.kaida (ucr. Альона Al.kaida).
În octombrie 2018, sub pseudonimul „alyona alyona”, și-a lansat primul videoclip, pentru cântecul „Rîbkî” (ucr. «Рибки» – „Peștișorii”). La 24 octombrie, a apărut încă un videoclip al aceleiași piese, cu regie profesională.
La 12 noiembrie, a publicat videoclipul piesei „Holovî” (ucr. «Голови» – „Capete”), care într-o lună a obținut peste un milion de vizualizări pe YouTube. La 30 noiembrie, Alona a lansat videoclipul piesei „Vidciîneai” (ucr. «Відчиняй» – „Deschide”), iar în decembrie cel de-al patrulea videoclip, pentru piesa „Zalîșaiu svii dim” (ucr. «Залишаю свій дім» – „Plec de acasă”), în care artista părăsește Barîșivka.
În ianuarie 2019, în contextul unui scandal electoral în care era implicat președintele Poroșenko, Aliona a lansat un nou cântec – „Obițeanki” (ucr. «Обіцянки» – „Promisiuni”).
La 8 aprilie, a fost lansat albumul de debut al Alionei, intitulat „Pușka” (ucr. «Пушка» – „Pușca”), precum și un videoclip pentru cântecul omonim. Albumul a inclus patru cântece lansate anterior și nouă piese noi. Una din noile compoziții a fost „Padlo” (ucr. «Падло» – „Nemernic”), înregistrată în colaborare cu Alina Paș, pentru care a fost filmat un videoclip oficial. În acea lună, ea a apărut în revista americană „Vogue”, care a numit-o „cea mai neobișnuită vedetă rap”.
În august 2019, a evoluat la Festivalul Internațional Sziget de la Budapesta.
În decembrie 2019, a compus textul cântecului „Vilna” (ucr. «Вільна» – „Liberă”), interpretată de duetul Tina Karol și Iulia Sanina. Piesa a fost inclusă în coloana sonoră a filmului ucrainean Devotată.
La 7 februarie 2020, Aliona a semnat un contract cu casa de discuri poloneză Def Jam Polska.

## Discografie

### Albume
- 2019: „Pușka” (ucr. «Пушка» – „Pușca”)[29]
- 2019: „V hati MA” (ucr. «В хаті МА» – „În casa MA”)

### Single-uri
- 2018: „Holovî” (ucr. «Голови» – „Capete”)[30]
- 2018: „Vidciîneai” (ucr. «Відчиняй» – „Deschide”)[31]
- 2018: „Zalîșaiu svii dim” (ucr. «Залишаю свій дім» – „Plec de acasă”)[32]
- 2020: „Mii raion” (ucr. «Мій район» – „Cartierul meu”)
- 2020: «Dancer»

### Colaborări
- 2019: „Horî” (ucr. «Гори» – „Munți”) cu Kalush[33]
- 2020: „Zabîrai” (ucr. «Забирай» – „Ia”) cu Jamala
- 2020: „Jali” (ucr. «Жалі» – „Păcat”) cu Jamala
- 2020: „Reatuvalnîi kruh” (ucr. «Рятувальний круг» – „Colacul de salvare”) cu Kyivstoner

## Videoclipuri
| An   | Titlu                                                                           | Album                     | Regizor                    | Note   |
| ---- | ------------------------------------------------------------------------------- | ------------------------- | -------------------------- | ------ |
| 2018 | «Рибки» / „Rîbkî”                                                               | N/A                       | Delta Arthur               |        |
| 2018 | «Рибки 2» / „Rîbkî 2”                                                           | N/A                       | Ian Bolotov                |        |
| 2018 | «Голови» / „Holovî”                                                             | «Пушка» / „Pușka”         | Sașa Prîluțkîi             |        |
| 2018 | «Відчиняй» / „Vidciîneai”                                                       | «Пушка» / „Pușka”         | Ian Bolotov                |        |
| 2018 | «Залишаю свій дім» / „Zalîșaiu svii dim”                                        | «Пушка» / „Pușka”         | Delta Arthur               |        |
| 2019 | «Пушка» / „Pușka”                                                               | «Пушка» / „Pușka”         | Delta Arthur, Igor Basket  | [ 21 ] |
| 2019 | «Падло» / „Padlo” (cu Alina Paș)                                                | «Пушка» / „Pușka”         | Nathan Daisy               |        |
| 2019 | «Велика й смішна» / „Velîka i smișna”                                           | «Пушка» / „Pușka”         | Delta Arthur, Basket Films |        |
| 2019 | «Булiнг» / „Bullying”                                                           | N/A                       | Delta Arthur               |        |
| 2019 | «Завтра» / „Zavtra”                                                             | «В хаті МА» / „V hati MA” | Basket Films               |        |
| 2019 | «Мамин суп» / „Mamîn sup”                                                       | «В хаті МА» / „V hati MA” | Ian Bolotov                |        |
| 2019 | «Забирай» / „Zabîrai” (cu Jamala)                                               | N/A                       | Win-Win Productions        |        |
| 2020 | «Дикі танці» / „Dîki tanți”                                                     | «В хаті МА» / „V hati MA” | Anea Velosipedova          |        |
| 2020 | «Пам'ятаю» / „Pamiataiu”                                                        | N/A                       |                            |        |
| 2020 | «Тихо діти сплять» / „Tîho ditî spleat”                                         | N/A                       | Anton Ștuka                |        |
| 2020 | «Стержень» / „Sterjen” (cu Kalush, Otoy, Bilîi Bo, Șerșen, Dyktor, Deadea Vova) | N/A                       | Ihor Pavliuk               |        |
| 2020 | «Сумно» / „Sumno”                                                               | N/A                       | Katea Rîbka                |        |
| 2020 | «Rayon» (cu Fatbelly)                                                           | N/A                       | Ігор Павлюк                |        |
| 2020 | «Dancer» (cu Vladimir Cauchemar)                                                | N/A                       | Dima Cerneavskîi           |        |
| 2020 | «Дубадав» / „Dubadav”                                                           | N/A                       | Dima Cerneavskîi           |        |

### Colaborări
| An   | Titlu                                   | Colaborare cu | Album           | Regizor            | Note   |
| ---- | --------------------------------------- | ------------- | --------------- | ------------------ | ------ |
| 2019 | «Гори» / „Horî”                         | Kalush        | N/A             | Delta Arthur       | [ 33 ] |
| 2020 | «Жалі» / „Jali”                         | Jamala        | «Свої» / „Svoi” | Dmîtro Cerneavskîi |        |
| 2020 | «Рятувальний круг» / „Reatuvalnîi kruh” | Kyivstoner    | N/A             | Ulea Stanislavska  | [ 34 ] |

## Premii și nominalizări
| An   | Persoană sau operă                    | Categorie                       | Premiu                              | Rezultat      | Note   |
| ---- | ------------------------------------- | ------------------------------- | ----------------------------------- | ------------- | ------ |
| 2018 | «Рибки» / „Rîbkî”                     | Cel mai bun hit hip-hop         | YUNA                                | Nominalizare  | [ 35 ] |
| 2019 | alyona alyona                         | Debutul anului                  | „Zolota Jar-ptițea”                 | Nominalizare  |        |
| 2019 | alyona alyona                         | Cel mai promițător tânăr talent | Anchor Award la Reeperbahn Festival | Câștigat      | [ 36 ] |
| 2019 | «Велика й смішна» / „Velîka i smișna” | Debutul anului                  | M1 Music Awards                     | Nominalizare  |        |
| 2019 | «Падло» / „Padlo” (cu Alina Paș)      | Dance Parade                    | M1 Music Awards                     | Nominalizare  |        |
| 2020 | alyona alyona                         | Cel mai bun început de an       | YUNA                                | Va fi anunțat | [ 37 ] |
| 2020 | alyona alyona                         | Cea mai bună interpretă         | YUNA                                | Va fi anunțat | [ 37 ] |
| 2020 | «Пушка» / „Pușka”                     | Cel mai bun album               | YUNA                                | Va fi anunțat | [ 37 ] |
| 2020 | «Падло» / „Padlo” (cu Alina Paș)      | Cel mai bun duet                | YUNA                                | Va fi anunțat | [ 37 ] |
| 2020 | «Падло» / „Padlo” (cu Alina Paș)      | Cel mai bun hit hip-hop         | YUNA                                | Câștigat      | [ 38 ] |
| 2020 | «Пушка» / „Pușka”                     | Cel mai bun hit hip-hop         | YUNA                                | Nominalizare  | [ 38 ] |
| 2020 | alyona alyona                         | Femei în muzică                 | Women in Arts                       | Câștigat      | [ 39 ] |
| 2020 | Jamala feat. alyona alyona            | Indie                           | „Zolota jar-ptițea”                 | Va fi anunțat | [ 40 ] |